# Seznam představitelů Pobřeží slonoviny
Toto je seznam hlav státu Pobřeží slonoviny od vyhlášení nezávislosti 7. srpna 1960.
| Ve funkce                             | Hlava státu                                 | Podporován | Poznámky                                             |
| ------------------------------------- | ------------------------------------------- | ---------- | ---------------------------------------------------- |
| 7. srpna 1960 do 3. listopadu 1960    | Félix Houphouët-Boigny, Hlava státu         | PDCI       |                                                      |
| 3. listopadu 1960 do 7. prosince 1993 | Félix Houphouët-Boigny, Prezident           | PDCI       | zemřel v úřadu                                       |
| 7. prosince 1993 do 24. prosince 1999 | Aimé Henri Konan Bédié, Prezident           | PDCI       | do vojenského převratu 1999                          |
| 24. prosince 1999 do 4. ledna 2000    | Robert Guéï, Prezident výboru národní spásy | Armáda     |                                                      |
| 4. ledna 2000 do 26. listopadu 2000   | Robert Guéï, Prezident                      | Armáda     |                                                      |
| 26. listopadu 2000 do 11. dubna 2011  | Laurent Gbagbo, Prezident                   | FPI        | společný nárok od 4. prosince 2010 do 11. dubna 2011 |
| 4. prosince 2010 do současnosti       | Alassane Ouattara, Prezident                | RDR        | společný nárok od 4. prosince 2010 do 11. dubna 2011 |